# ادیکمت
ادیکمت (به انگلیسی: Adikmet) در هند است که در آندرا پرادش واقع شده‌است.